# Shorea
Shorea ist eine Pflanzengattung in der Familie der Flügelfruchtgewächse (Dipterocarpaceae). Die etwa 200 Arten sind in Südostasien verbreitet. Von vielen Arten wird das Holz genutzt, beispielsweise Meranti, Balau, Lauan und Bangkirai.

## Beschreibung

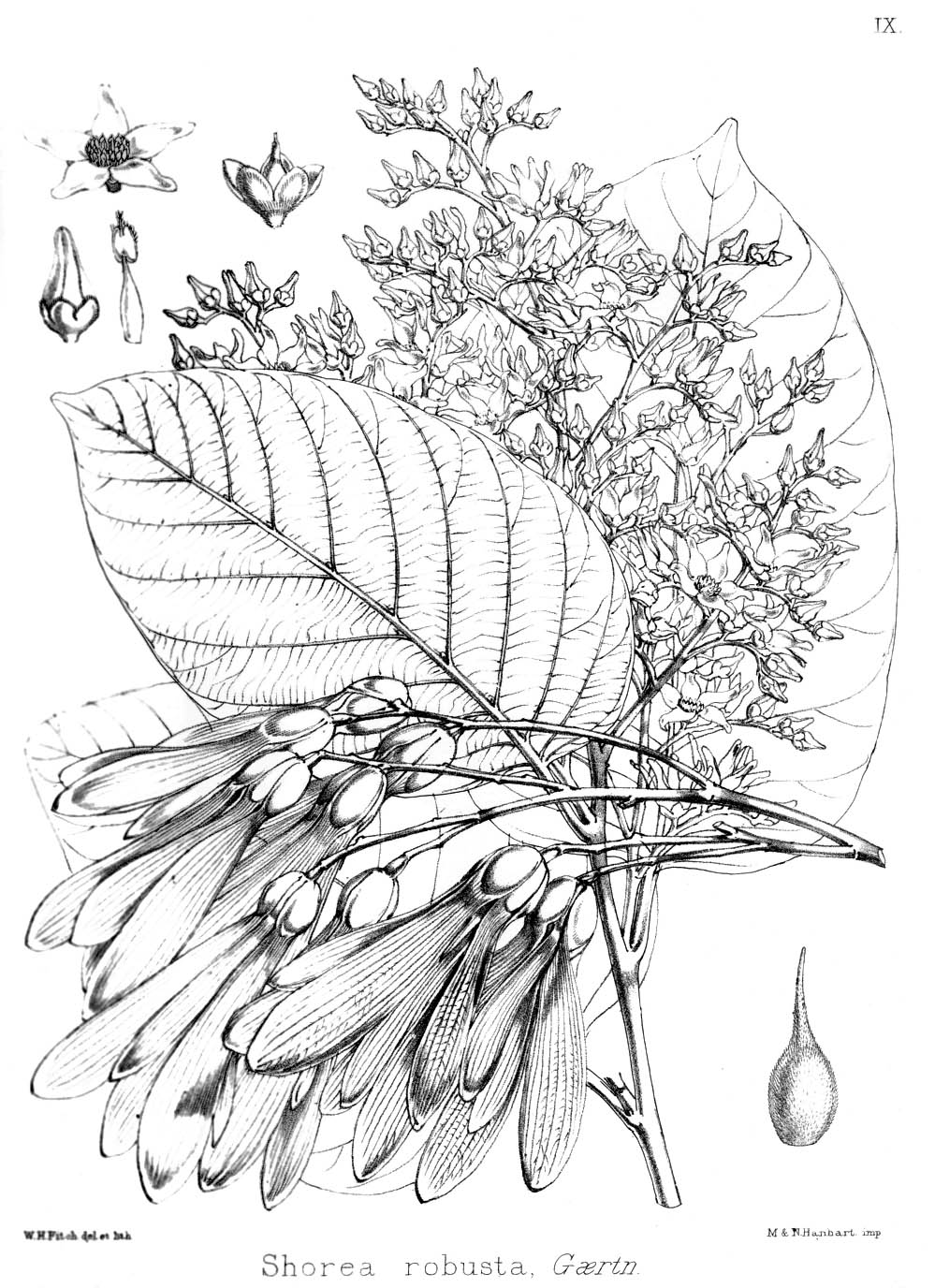
Illustration von Shorea robusta

Bei Shorea-Arten handelt es sich meist um große Bäume. Die Stammbasis ist oft mit Brettwurzeln versehen. Die Stämme sind von einer rissigen oder abblätternden Borke bedeckt. Die Laubblätter sind wechselständig an den Zweigen angeordnet. Die mehr oder weniger ledrigen Blattspreiten sind einfach und ganzrandig. Die Blattadern laufen nicht netzförmig zusammen. Die frühabfallenden Nebenblätter haben je nach Art sehr unterschiedliche Größen.
Die Blüten stehen in end- oder achselständigen, lockeren, zymösen, rispigen Blütenständen zusammen. Die zwittrigen Blüten sind radiärsymmetrisch und fünfzählig mit doppelter Blütenhülle. Von den fünf Kelchblättern sind drei groß und zwei kleiner. Die Kronblätter sind behaart und weiß, gelb oder rosa gefärbt. Es sind selten 12 bis, meist 15 oder 20 bis 100 Staubblätter vorhanden. Die Staubbeutel sind eiförmig, länglich oder geigenförmig. Es kann am Fruchtknoten ein Griffelpolster (Stylopodium) vorhanden sein.
Die meist einsamigen Früchte sind geflügelte Flügelfrüchte, die fünf ungleich-großen Flügel entwickeln sich aus den Kelchblättern.

## Verbreitung
Die Gattung Shorea ist in Südostasien weit verbreitet. Ihre nördlichsten Vorkommen sind im südlichen China und am Südrand des Himalaja, südwärts erstreckt sich ihr Verbreitungsgebiet über Indochina bis zur Inselwelt der Philippinen, Malaysias und Indonesiens. Im nördlichen Indien ist der Salbaum (Shorea robusta) waldbildend.

## Systematik
Die Gattung Shorea wurde 1805 durch William Roxburgh in Karl Friedrich von Gärtner: De Fructibus et Seminibus Plantarum ...., 3, S. 47 aufgestellt. Typusart ist Shorea robusta Gaertn. Der Gattungsname Shorea ehrt Sir John Shore. Ein Synonym für Shorea Roxb. ex C.F.Gaertn. ist Pentacme A.DC.
Es gibt etwa 200 (bis 360) Shorea-Arten.

## Nutzung
Etliche Shorea-Arten sind wichtige Nutzholz-Bäume. Die folgenden Handelsbezeichnungen werden für einzelne Arten oder Arten-Gruppen gebraucht:
- Yellow Balau, Balau, Bangkirai (Shorea laevis Ridl.): Diese Art hat ein weites Verbreitungsgebiet im tropischen Südostasien. Das Kernholz ist braun bis gelblich oder grünlich, das Splintholz ist farblich deutlich abgesetzt. Die Rohdichte beträgt von 0,7 bis 0,9 g/cm3.
- Balau, Bangkirai: Shorea subgen. Rubroshorea: zusätzlich zu Shorea laevis werden folgende Arten unter diesen Namen vermarktet: Shorea atrinervosa Symington, Shorea crassa P.S.Ashton, Shorea exelliptica Meijer, Shorea foxworthyi Symington, Shorea glauca King und Shorea havilandii Brandis. Die Rohdichte beträgt von 0,7 bis 1,05 g/cm3.
- White meranti, melapi: Shorea subg. Anthoshorea: Unter dieser Bezeichnung wird eine Reihe von Arten zusammengefasst (etwa Shorea assamica Dyer, Shorea bracteolata Dyer, Shorea dealbata Foxw., Shorea hypochra Hance, Shorea javanica Koord. & Valeton und Shorea lamellata Foxw.), die von Südchina über Burma, Thailand, Laos, Vietnam, Kambodscha bis nach Malaysia und Indonesien vorkommen. Das Kernholz ist hellgelb, das Splintholz ist farblich nicht unterscheidbar. Die Rohdichte beträgt von 0,45 bis 0,85 g/cm3.
- Yellow meranti, meranti kuning: Shorea subg. Richetia: Wiederum eine Reihe von Arten (etwa Shorea acuminatissima Symington, Shorea faguetiana F. Heim, Shorea gibbosa Brandis, Shorea hopeifolia (F.Heim) Symington und Shorea multiflora (Burck) Symington) mit Vorkommen in Indonesien und Malaysia. Kern- und Splintholz sind gelb, die Rohdichte beträgt von 0,4 bis 0,75 g/cm3.
- Dark red meranti: Shorea subg. Rubroshorea: Unter dieser Bezeichnung versammeln sich Hölzer mit braunem bis rotem Kernholz und davon farblich abgesetztem Splint. Sie stammen von den Arten Shorea curtisii Dyer ex King, Shorea hemsleyana King ex Foxw., Shorea macrantha Brandis, Shorea pauciflora King, Shorea platyclados Slooten ex Endert, Shorea rugosa F.Heim var. uliginosa und Shorea singkawang Burck. Die Rohdichte beträgt von 0,5 bis 0,8 g/cm³.
- Meranti punai bukit: Shorea ovata Dyer ex Brandis: Farblich ähnlich der Dark-red-meranti-Gruppe stammt diese Holzart aus Thailand, Laos, Vietnam, Kambodscha, Malaysia und Indonesien. Die Rohdichte beträgt von 0,6 bis 0,75 g/cm3.
- Light red meranti: Shorea subg. Rubroshorea: Aus der gleichen Untergattung wie die Dark-red-meranti-Gruppe, mit ähnlicher Farbe, aber von den folgenden Arten: Shorea acuminata Dyer, Shorea dasyphylla Foxw., Shorea johorensis Foxw., Shorea lepidota (Korth.) Blume, Shorea macroptera Dyer und Shorea parvifolia Dyer. Die Rohdichte beträgt von 0,3 bis 0,7 g/cm3.
- Meranti tembaga: Shorea leprosula Miq.: Sehr ähnlich der Light-red-meranti-Gruppe, teilweise werden dieselben Arten unter diesem Namen gehandelt. Rohdichte nur 0,3 bis 0,55 g/cm3.
- Balau, bangkirai: Shorea subg. Shorea -: Schwere Hölzer mit dunkelrotem oder braunem Kernholz und farblich abgesetztem Splint. Folgende Arten werden hier eingeordnet: Shorea balangeran Burck, Shorea collina Ridl., Shorea kunstleri King, Shorea ochrophloia Strugnell ex Desch sowie Shorea guiso Blume. Die Rohdichte beträgt von 0,75 bis 0,9 g/cm3.
- Salbaum oder Sal (Shorea robusta C.F. Gaertn.)